# Llista de ciutats d'Eslovènia
Hi ha 67 ciutats dins d'Eslovènia. D'acord amb la Llei de l'Autonomia Local de la República d'Eslovènia, una ciutat és ssentament urbà amb més de 3.000 habitants i que difereix d'altres assentaments en la seva grandària, estructura econòmica, població, densitat de població i desenvolupament històric. Un poblament adquireix l'estatut de ciutat a través d'una decisió del Govern d'Eslovènia. Fins al 2005, la decisió era presa per la per l'Assemblea Nacional d'Eslovènia.

## Llista de totes les ciutats d'Eslovènia
Els municipis d'Eslovènia, reconeguts com a tals per l'Assemblea Nacional l'any 2000,són: Ajdovščina, Bled, Bovec, Brežice, Celje, Črnomelj, Domžale, Gornja Radgona, Hrastnik, Idrija, Ilirska Bistrica, Izola, Jesenice, Kamnik, Kočevje, Koper, Kostanjevica ob Krki, Kranj, Krško, Laško, Lendava, Litija, Ljubljana, Ljutomer, Maribor, Metlika, Murska Sobota, Nova Gorica, Novo Mesto, Ormož, Piran, Postojna, Ptuj, Radeče, Radovljica, Ravne na Koroškem, Sevnica, Sežana, Slovenska Bistrica, Slovenj Gradec, Slovenske Konjice, Škofja Loka, Šoštanj, Tolmin, Trbovlje, Tržič, Velenje, Višnja Gora, Vrhnika, Zagorje ob Savi, Žalec
A través d'una decisió del Govern d'Eslovènia, els següents assentaments van adquirir l'estatus de ciutat el gener de 2006: Cerknica, Dravograd, Grosuplje, Logatec, Medvode, Mengeš, Mežica, Prevalje,
Ribnica, Rogaška Slatina, Ruše, Šempeter pri Gorici, Šentjur, Trebnje, Železniki, i Žiri.

## Llista de ciutats amb més de 10,000 habitants
Els números són basats en l'estadística del Slovenian Ministeri d'Interior i referits a 1 de gener del 2013.
|    | Nom de la ciutat  | Població de la ciutat |
| -- | ----------------- | --------------------- |
| 1  | Ljubljana         | 274,826               |
| 2  | Maribor           | 94,809                |
| 3  | Celje             | 37,490                |
| 4  | Kranj             | 37,151                |
| 5  | Velenje           | 25,333                |
| 6  | Koper/Capodistria | 24,864                |
| 7  | Novo Mesto        | 23,212                |
| 8  | Ptuj              | 17,972                |
| 9  | Trbovlje          | 14,842                |
| 10 | Kamnik            | 13,652                |
| 11 | Jesenice          | 13,255                |
| 12 | Nova Gorica       | 12,997                |
| 13 | Domžale           | 12,614                |
| 14 | Škofja Loka       | 11,830                |
| 15 | Murska Sobota     | 11,427                |
| 16 | Izola/Isola       | 11,347                |

## Galeria d'imatges

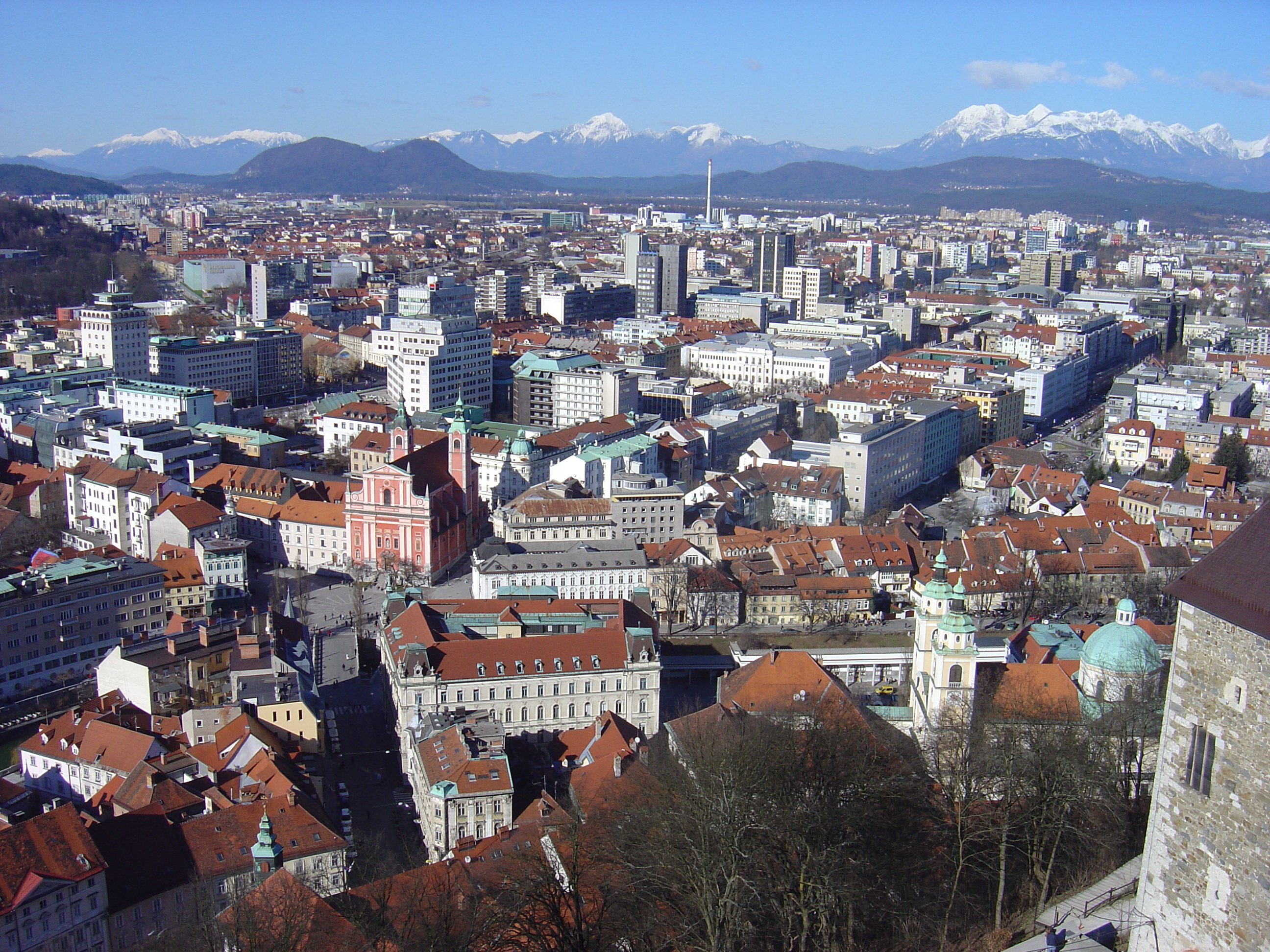
Ljubljana
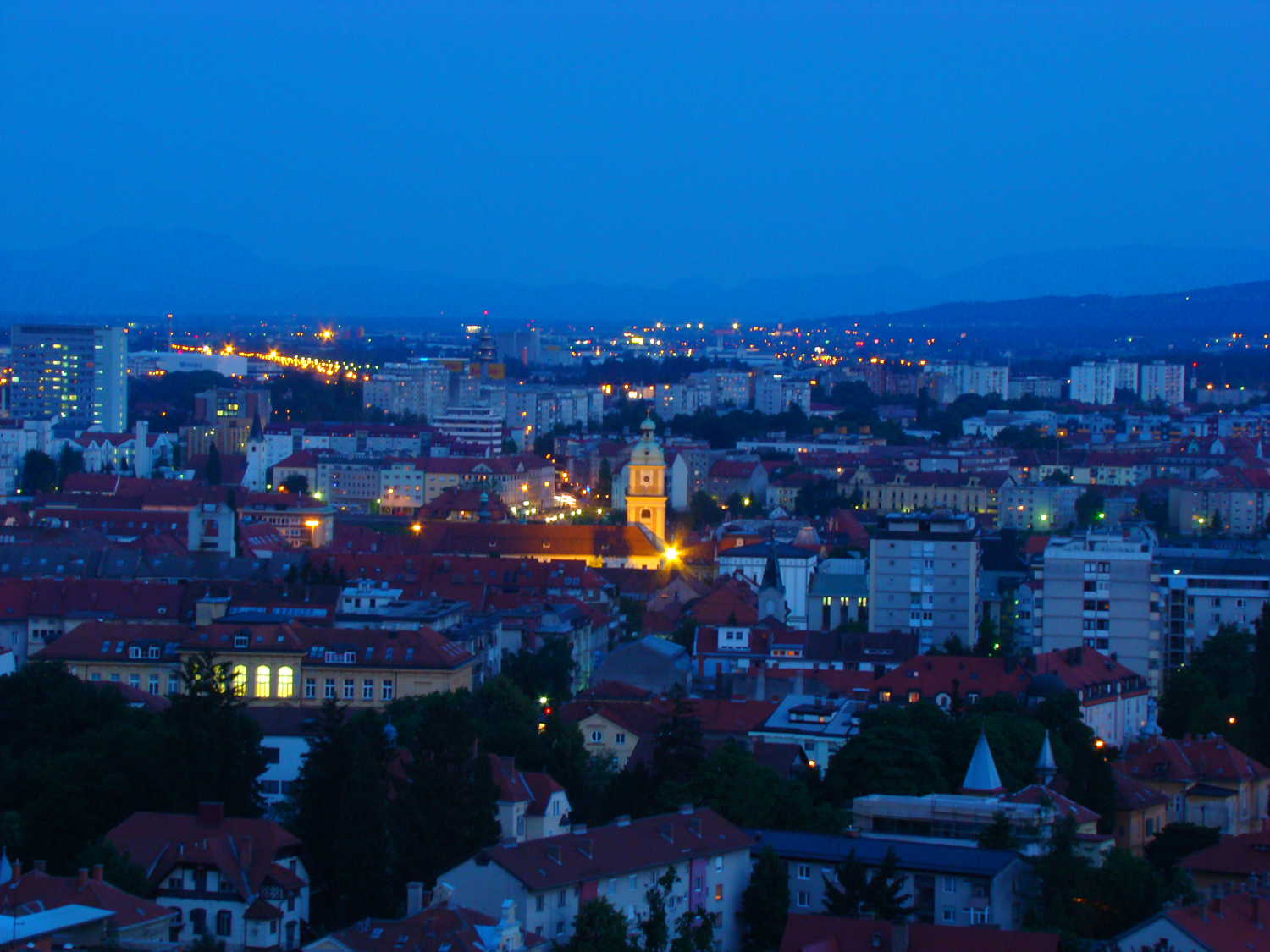
Maribor
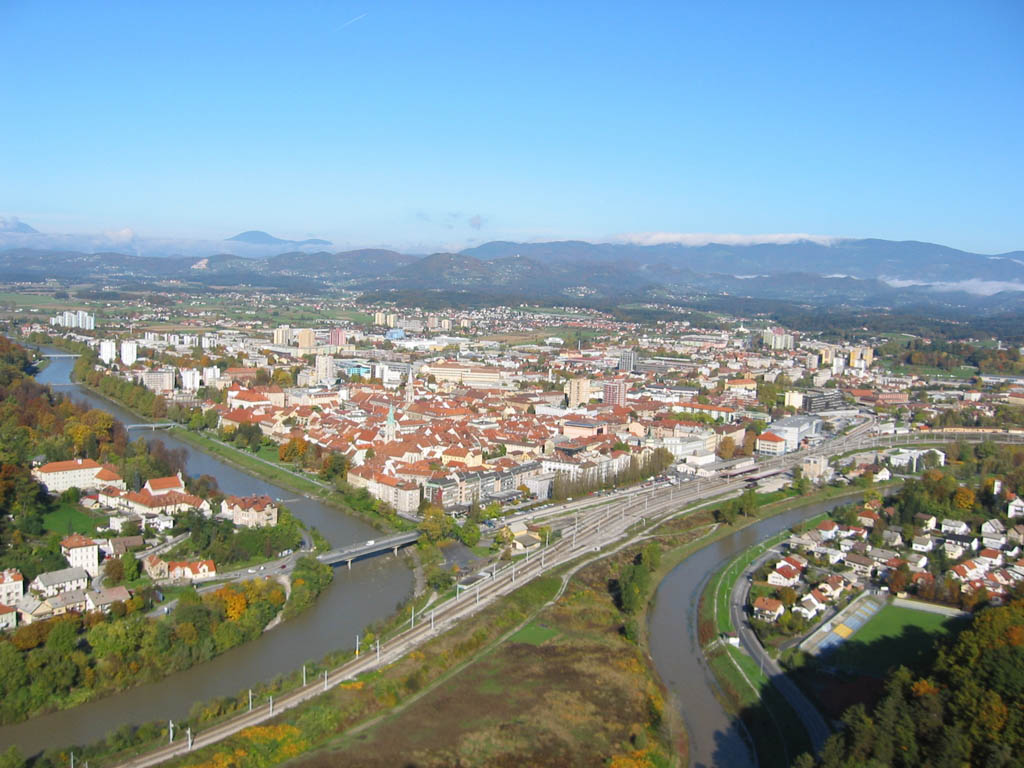
Celje
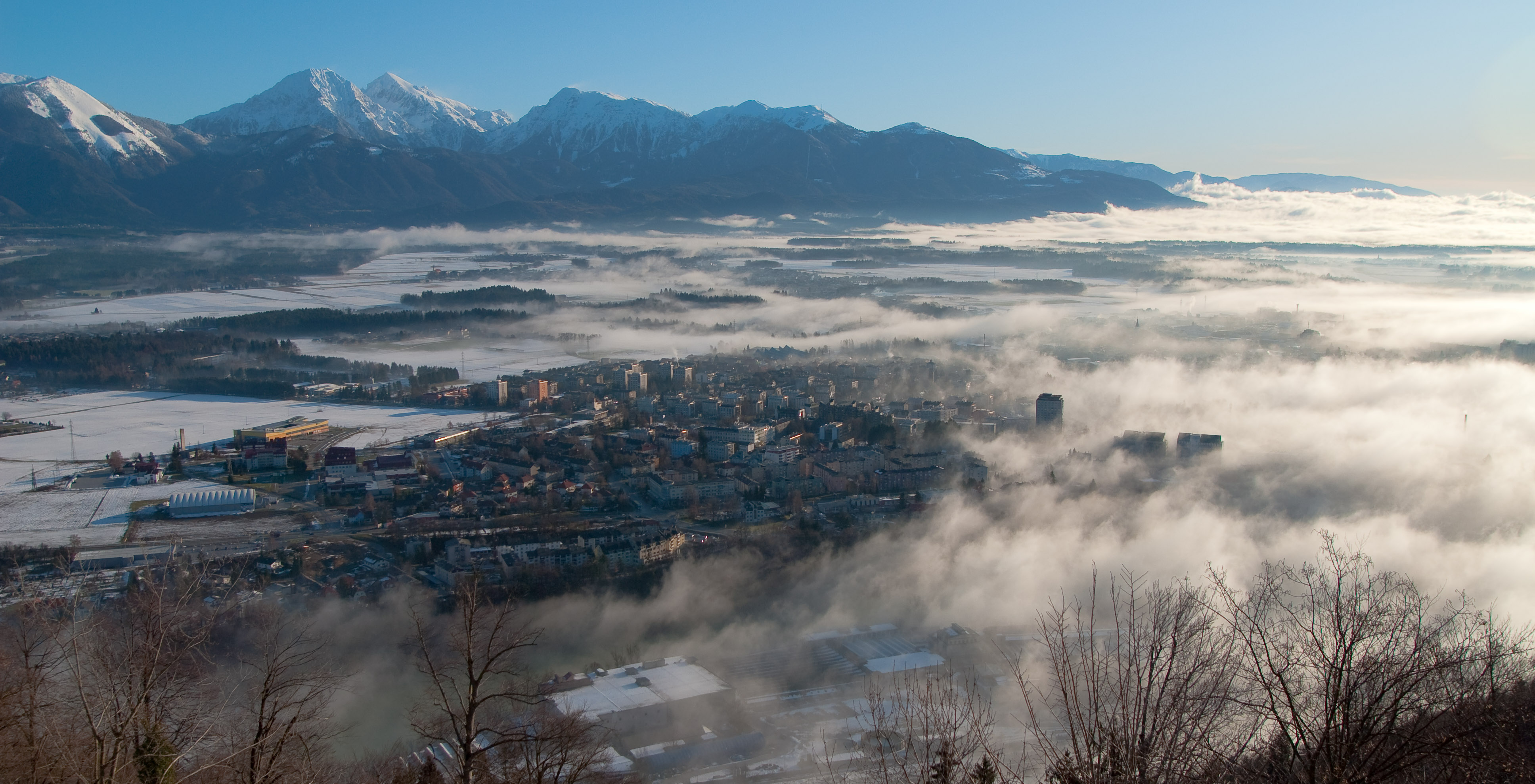
Kranj
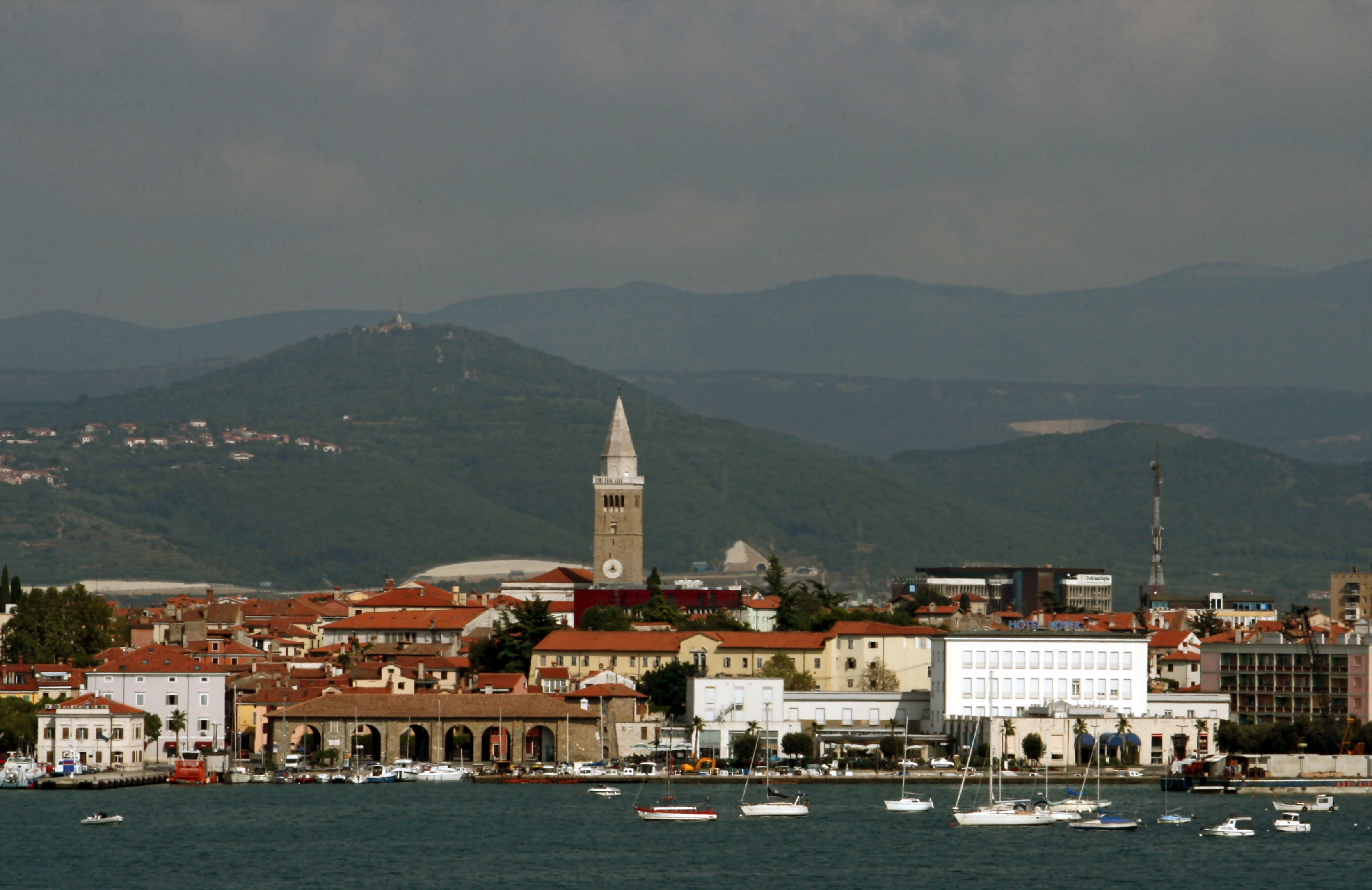
Koper